# Andocs megállóhely
Andocs megállóhely egy Somogy vármegyei vasúti megállóhely Andocs településen, a MÁV üzemeltetésében.
A község központjától több kilométerre nyugatra, külterületek között helyezkedik el, Nagytoldipuszta településrész keleti széle mellett, közúti megközelítését a 6514-es útból kiágazó, bő három kilométer hosszú 65 311-es számú mellékút biztosítja.

## Vasútvonalak
A megállóhelyet az alábbi vasútvonalak érintik:
- Kaposvár–Siófok-vasútvonal

## Kapcsolódó állomások
A megállóhelyhez az alábbi állomások vannak a legközelebb:
- Karád megállóhely (Kaposvár–Siófok-vasútvonal)
- Bonnya megállóhely (Kaposvár–Siófok-vasútvonal)

## Forgalom
| Járat        | Útvonal | Gyakoriság                   |
| ------------ | --- | ---------------------------- |
| személyvonat | Siófok – Sióvölgy – Siójut – Ádánd – Som-Nagyberény – Daránypuszta – Bábonymegyer – Tab – Kapoly – Somogymeggyes – Karád – Andocs – Bonnya – Kisbárapáti – Felsőmocsolád – Mernye – Somodor – Somogyaszaló – Répáspuszta – Toponár – Kaposszentjakab – Kaposvár | Napi 3 pár                   |
| személyvonat | Karád → Andocs → Bonnya → Kisbárapáti → Felsőmocsolád → Mernye → Somodor → Somogyaszaló → Répáspuszta → Toponár → Kaposszentjakab → Kaposvár | Munkanapokon 1 Kaposvár felé |
| személyvonat | Tab – Kapoly – Somogymeggyes – Karád – Andocs – Bonnya – Kisbárapáti – Felsőmocsolád – Mernye – Somodor – Somogyaszaló – Répáspuszta – Toponár – Kaposszentjakab – Kaposvár                                                                                     | Napi 1 pár                   |